# 40대 여인
"40대 여인"(四十代女人)은 한국에서 제작된 반석 감독의 1958년 멜로/로맨스 영화이다. 김정임 등이 주연으로 출연하였고 김성재 등이 제작에 참여하였다.

## 출연

### 주연
- 김정임
- 반석
- 김영미

## 기타
- 조명: 최용진
- 녹음: 이경순
- 미술: 박석인